# Chances Are
Chances Are (bra: O Céu Se Enganou; prt: Como o Céu Se Enganou) é um filme norte-americano de 1989, do gênero comédia romântico-fantástica, dirigido por Emile Ardolino e estrelado por Cybill Shepherd, Robert Downey Jr., Ryan O'Neal e Mary Stuart Masterson. A trilha sonora original foi composta por Maurice Jarre.

## Sinopse
Louie Jeffries, um jovem promotor público, é atropelado em um acidente de carro e morre em 1964, mas consegue passar pelos portões do céu e renasce instantaneamente. Em 1987, 23 anos depois, sua viúva Corinne ainda sente falta dele, ignorando a devoção frustrada de seu melhor amigo Phillip Train, que praticamente criou a única filha de Louie, Miranda, como sua. Miranda, enquanto estudante da Universidade de Yale, conhece Alex Finch, que trabalha na biblioteca, mas está prestes a se formar.
Após a formatura, Alex segue para Washington, DC, onde segue para os escritórios do The Washington Post. Suas primeiras tentativas de se encontrar com Ben Bradlee são frustradas, Alex entra no escritório de Bradlee fingindo ser um homem da entrega. Alex entra no escritório de Bradlee, com Phillip atrás dele. Confuso com o jovem, Bradlee pergunta quem é Alex. Quando Alex tenta lembrá-lo de sua reunião em Yale, Phillip concorda com ele, o que muda a mente de Bradlee em fazer uma reunião. Infelizmente, Bradlee sente que Alex precisa de mais tempo trabalhando em papéis menores antes de poder oferecer-lhe um emprego. Sentindo-se derrotado, Alex sai de seu escritório. Phillip encontra Alex lá embaixo no saguão. Alex oferece uma carona a Phillip, durante a qual Phillip convida Alex para conhecer a família Jeffries durante o jantar. Alex começa a ter flashbacks que acontecem na casa de Jeffries, uma casa para a qual ele nunca esteve. Assustado, ele começa a agir enlouquecido e confuso. Juntando as peças, Alex percebe que é Louie Jeffries, o marido morto de Corinne, reencarnado.
Suas memórias de sua vida como Louie voltam assim que Alex começa um envolvimento romântico com a filha de Louie (ou seja, sua) filha Miranda. Em vez disso, Louie despreza os avanços de sua filha e começa a namorar sua viúva Corinne, frustrando as tentativas de Phillip de cortejar Corinne e resultando em uma série de misturas cômicas.
No entanto, Alex/Louie logo percebe que Phillip e Corinne devem ficar juntos e organizar as coisas para que eles possam perceber seu amor e ele possa sair do caminho deles.
Alex/Louie entra no tribunal acusando o juiz de aceitar suborno (Louie se lembra de ter tirado uma foto do juiz mais jovem que aceitou o suborno) e conta onde está a câmera com as fotos do juiz. Alex cai da escada, bate a cabeça e acaba no hospital. Enquanto inconsciente, Alex recebe uma injeção especial que ele deveria ter recebido nos portões do céu 23 anos antes, para fazê-lo esquecer sua vida passada como Louie. Quando ele acorda, ele diz a Miranda que a última coisa que ele lembra é deles se beijando no canto da geladeira. Felizmente, ele retoma o interesse romântico por Miranda, que ela aceita com prazer, nunca tendo sido informada de sua outra identidade por ninguém. As manchetes dos jornais mostram o juiz encarregado de aceitar o suborno. Alex aceita uma oferta de emprego como repórter. O relacionamento dele e Miranda continua com o pleno conhecimento e aprovação de Phillip e Corinne, embora nenhum deles tenha esquecido que "Louie" vive em Alex.

## Elenco
- Cybill Shepherd como Corinne Jeffries
- Robert Downey Jr. como Alex Finch/Louie Jeffries
- Ryan O'Neal como Phillip Train
- Mary Stuart Masterson como Miranda Jeffries
- Christopher McDonald como Louie Jeffries
- Kathleen Freeman como Mrs. Handy
- Mimi Kennedy como Sally
- Gianni Russo como Anthony Bonino
- Josef Sommer como juiz Fenwick
- Joe Grifasi como Omar
- Henderson Forsythe como Ben Bradlee
- Fran Ryan como Mavis Talmadge
- James Noble como Dr. Bailey
- Marc McClure como Richard

## Produção
O filme era conhecido antes da produção como Life After Life e Unforgettable.
Foi o primeiro filme de Cybill Shepherd em vários anos. Seu perfil aumentou desde que ela estrelou a série de televisão Moonlighting. Ela fez o filme durante um hiato de produção de Moonlighting.
Muitas cenas foram filmadas em Georgetown, Washington, D.C., ao longo do Glen Echo Park, Maryland, museus Smithsonian e outras partes de Washington, D.C.

## Recepção
Chances Are recebeu críticas geralmente positivas dos críticos de cinema, mas não se saiu bem nas bilheterias. A partir de outubro de 2019, o filme possui uma classificação de 67% no Rotten Tomatoes de 30 análises.

## Trilha sonora
A trilha sonora incluiu o hit do top 10 da Billboard " After All" (composto por Tom Snow e letras de Dean Pitchford), interpretado por Cher e Peter Cetera. A música alcançou o sexto lugar na Billboard Hot 100 em maio de 1989 e foi indicada ao Oscar de Melhor Canção Original e Globo de Ouro de melhor canção original. Outra é a música com o mesmo título do filme cantado por Johnny Mathis. Embora o filme contenha outras músicas, um álbum da trilha sonora nunca foi lançado.